# Darvas–La Roche-ház
A nagyváradi Darvas–La Roche-ház műemlék épület Romániában, Bihar megyében. A romániai műemlékek jegyzékében a BH-II-m-B-01090 sorszámon szerepel. Az épületet a 2020-as évek elejére felújították és szecessziós múzeumot alakítottak ki benne. 

## Története

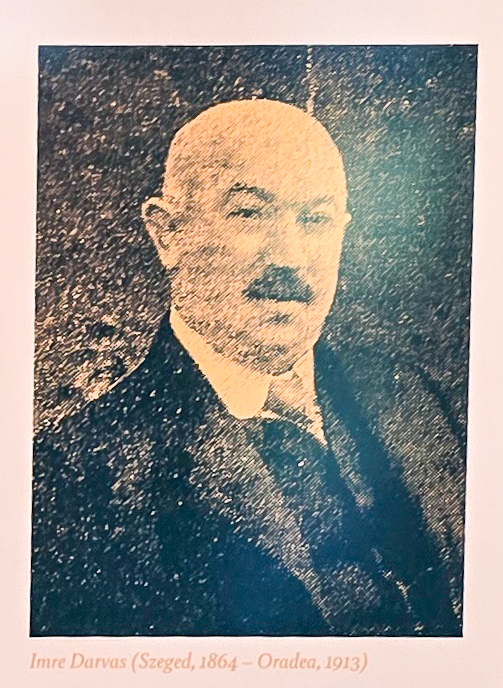
Darvas Imre

Darvas Imre (Szeged, 1864–Nagyvárad, 1913) magyar üzletember 1892-ben lett egy Bihardobrosdon létesített erdőipari és mészégetőtársaság vezetője. 1907-ben közös fakitermelő véget jegyeztetett be vaskohi székhellyel dr. Alfred La Roche bázeli üzletemberrel, aki már 1903-tól tevékenykedett a Bihar megyei erdőkitermelésben. 1909-ben Nagybáródon is céget alapítottak. 1911-ben Darvas neve már számos részvénytársaság bejegyzésében szerepelt. La Roche a helyi bankszektorban is aktív volt.
1913-ben Darvas Imre elhunyt. La Roche átszervezte a céget, a két világháború közti időszakban Szilágynagyfaluban, Nagybáródon, Nagyváradon is cégeket alapított is tovább exportáltak Magyarországra, Csehszlovákiába, Olaszországba, Németországba, Svájcba. La Roche 1944-ben eltűnt. A cég La Roche Faipari Rt. néven működött tovább az államosításig, 1948-ig.

### Az épület külső képe

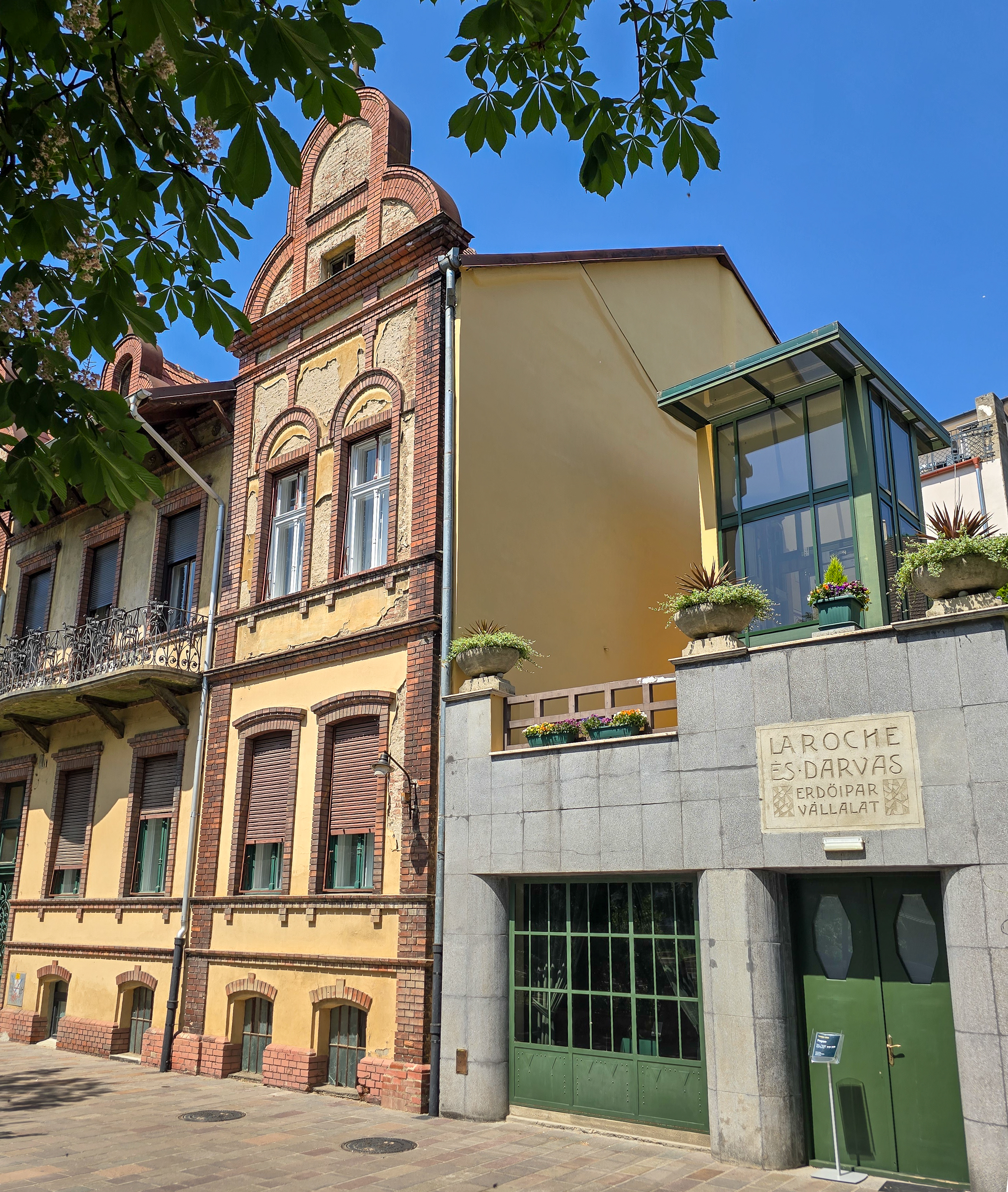
A folyóra néző oldal
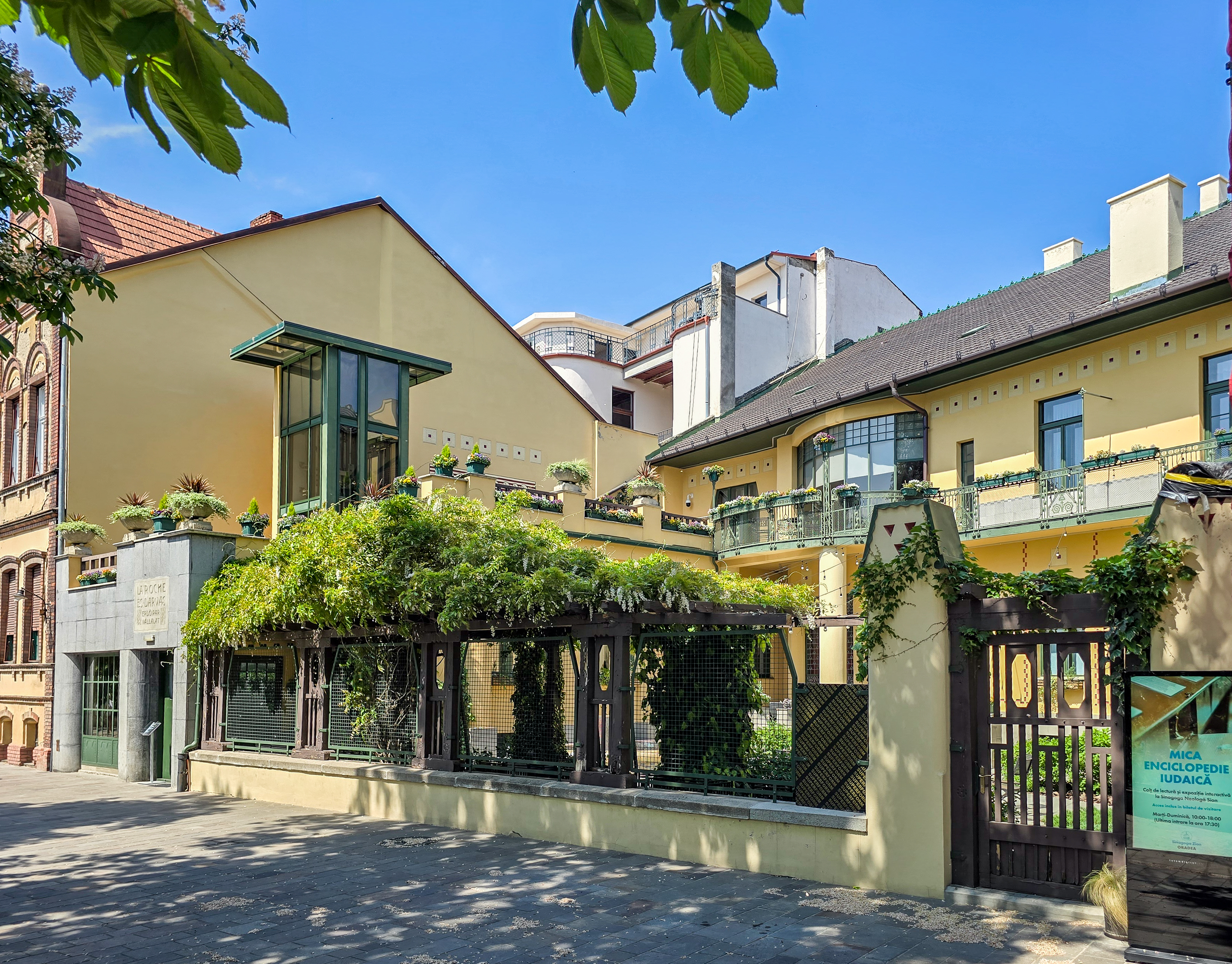
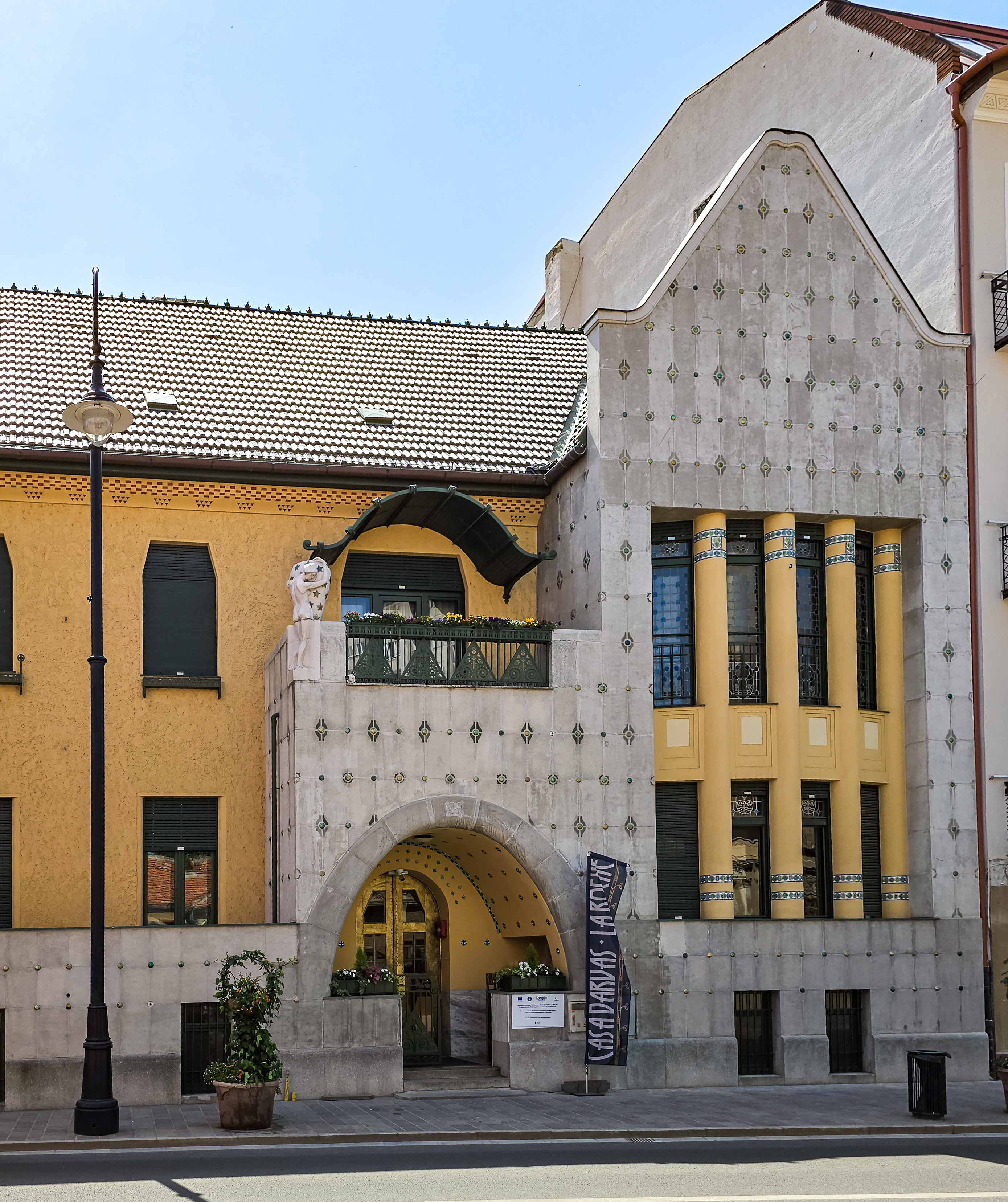
Az utcai front
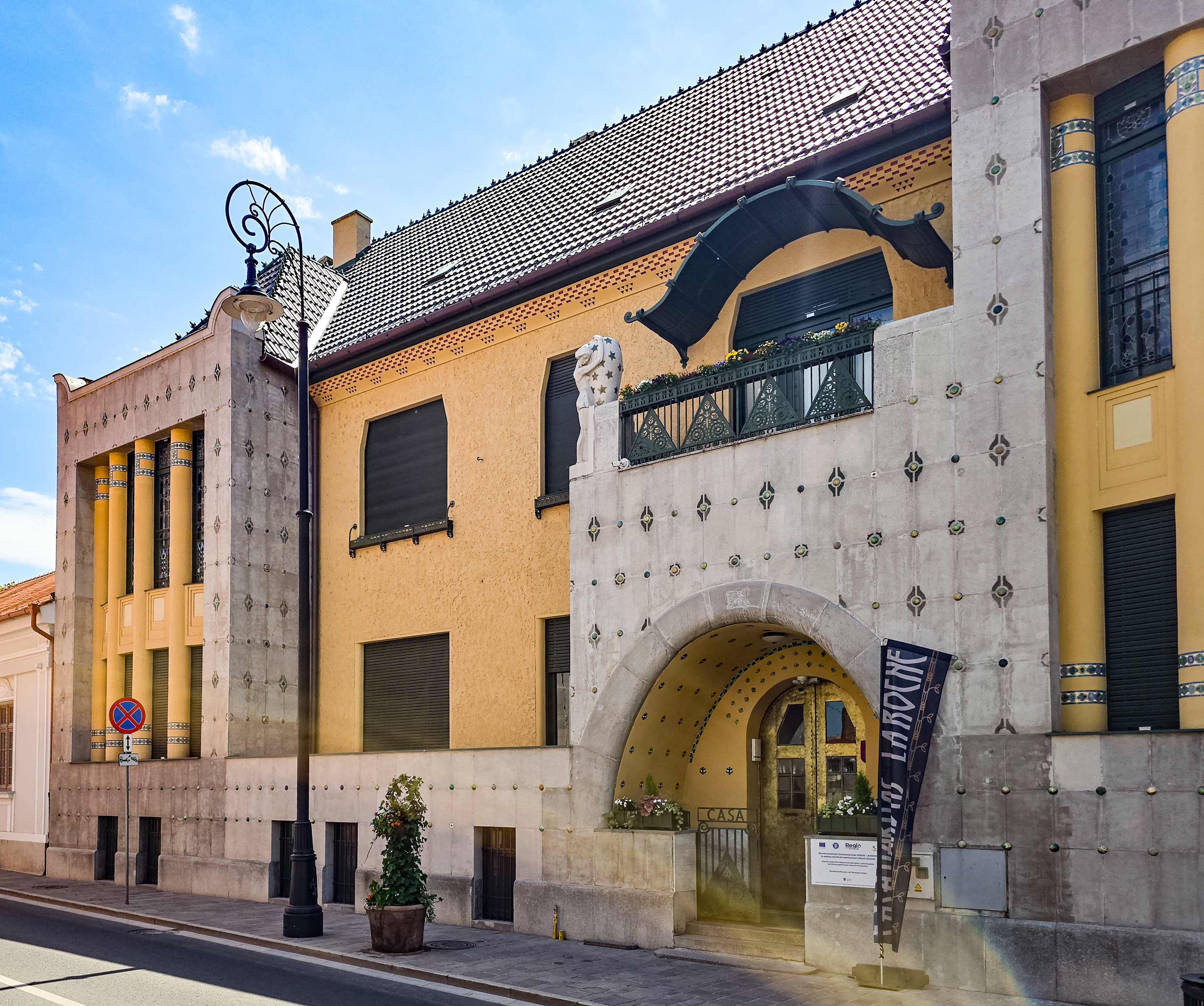

A Darvas–La Roche-ház a századfordulós „boldog békeidők” gazdasági fellendülésének nyomán épült a nagyváradi születésű Vágó József és Vágó László építészek tervei alapján, szecessziós stílusban, a Rimanóczy (ma Iosif Vulcan) utca és a Sebes-Körös parti sétány közötti kiváló fekvésű telken. Az utcai frontra nyíló épület 1910-ben készült el, a folyóra néző szárny 1912-ben épült; az utóbbiban helyezkedett el a két üzletember vállalatának központja.

### A múzeum gyűjteményeiből

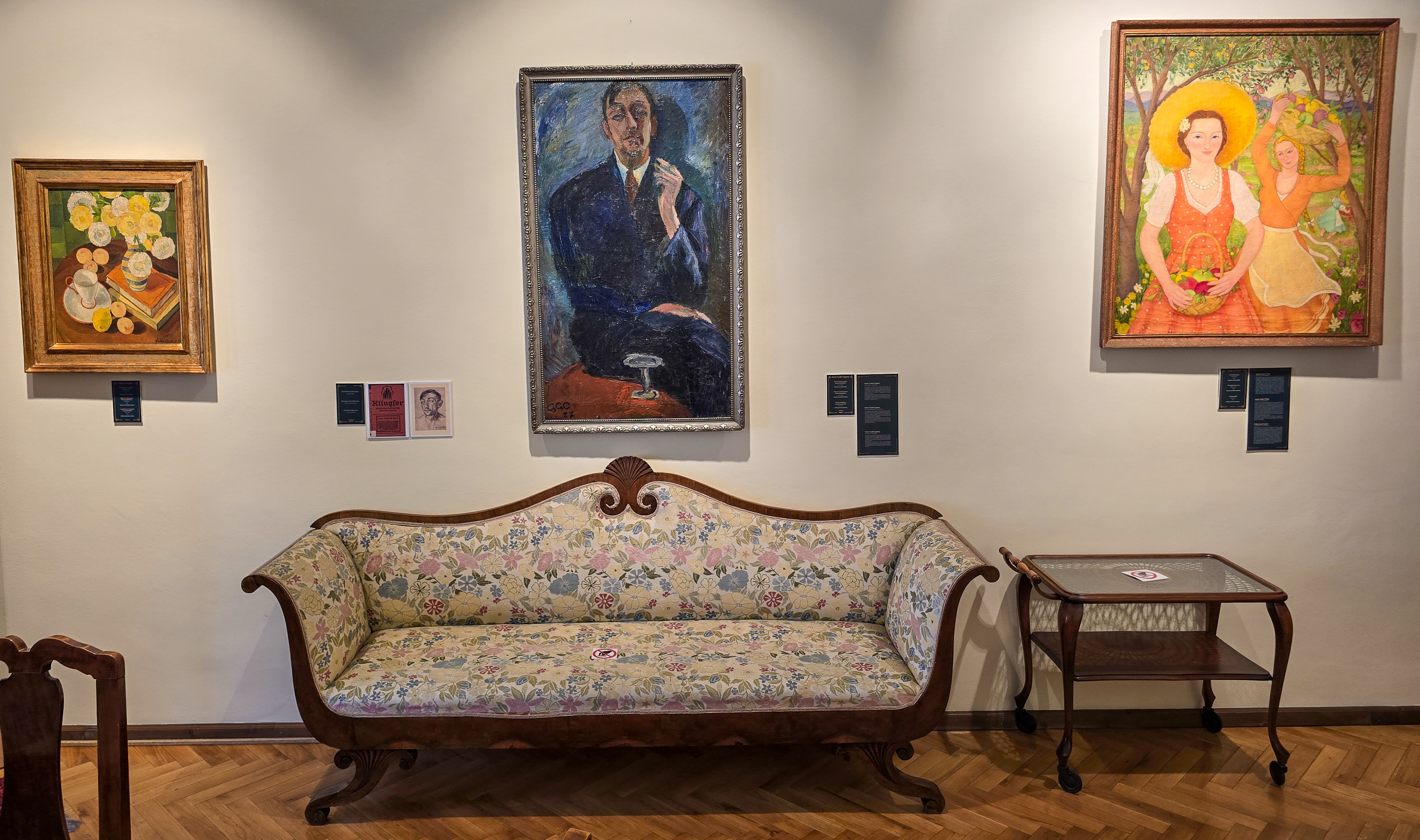
Szecessziós bútorzat
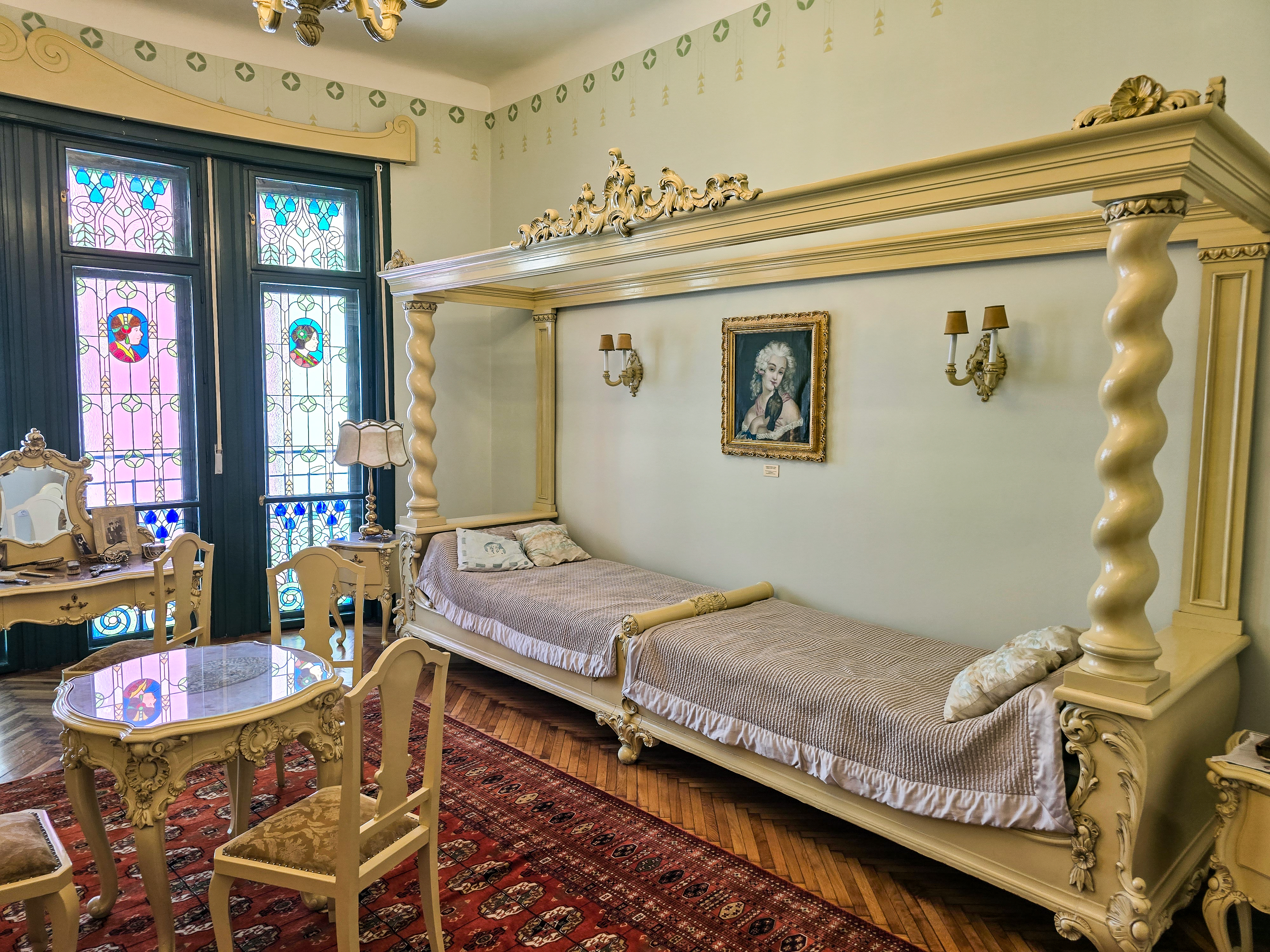
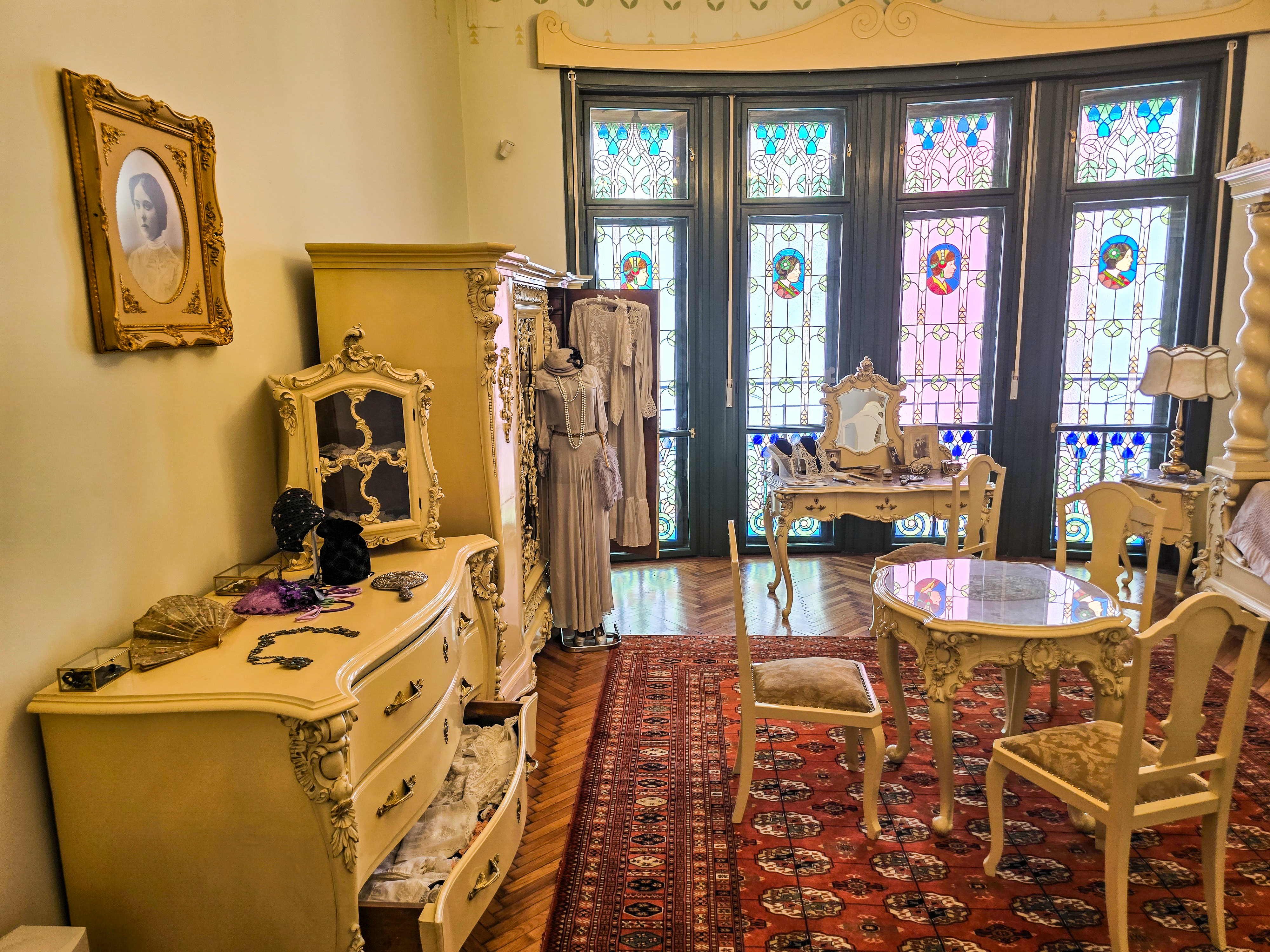
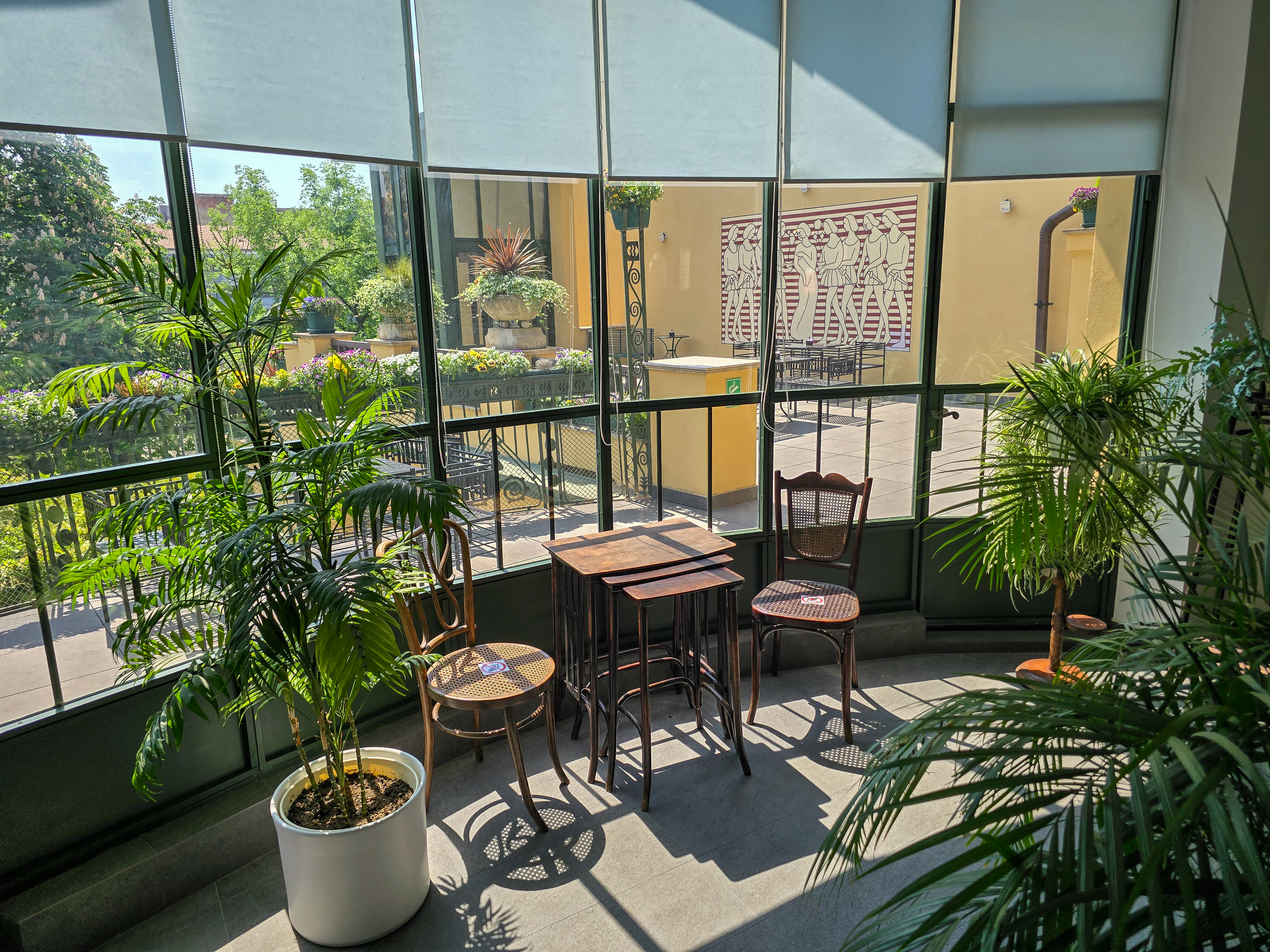
A folyó felé néző télikert